# 남명초등학교 평산분교
남명초등학교 평산분교는 대한민국 경상남도 남해군 남면 남면로 1653 (평산리)에 있었던 초등학교 분교이다.

## 연혁
- 1957년 12월 5일 남명국민학교 평산분실 설치
- 1961년 11월 23일 평산국민학교 인가(6학급 편성)
- 1962년 3월 1일 평산국민학교 개교
- 1994년 3월 1일 남명국민학교 평산분교장으로 개편
- 1998년 3월 1일 남명초등학교로 통합